# Mount Hubbard
Mount Hubbard je osmá nejvyšší hora Aljašky a současně osmá nejvyšší hora Spojené států amerických (a desátá nejvyšší hora Kanady). Mount Hubbard leží na severozápadě Severní Ameriky, respektive na jihovýchodě Aljašky a na severozápadě teritoria Yukon, na hranici Spojených států a Kanady. Mount Hubbard je jeden z nejvyšších vrcholů pohoří svatého Eliáše. Má nadmořskou výšku 4 557 m a prominenci 2 437 m.
Je součástí společného masivu s dalšími významnými vrcholy pohoří svatého Eliáše Mount Alverstonem (4 420 m) a Mount Kennedym (4 240 m). Západně od hory se nachází známý Hubbardův ledovec (s délkou 122 km, místy až 16 km široký, nejdelší na Aljašce). Na americké straně je hora součástí Národního parku  Wrangell–St. Elias, na kanadské straně Národního parku Kluane.